# Férfi 4 × 100 méteres gyorsúszás a 2013. évi nyári európai ifjúsági olimpiai fesztiválon
A 2013. évi nyári európai ifjúsági olimpiai fesztiválon az úszó versenyszámok közül a férfi 4 × 100 méteres gyorsúszás versenyeit július 16.-án rendezték Utrechtben.

## Rekordok
A versenyt megelőzően a következő rekordok voltak érvényben:
| EYOF rekord | Franciaország | 3:25.98 | Tampere, Finnország | 2009 |

## Előfutamok
| H   | Nemzet             | Versenyzők                                                                        | E                               | Mj |
| --- | ------------------ | --------------------------------------------------------------------------------- | ------------------------------- | -- |
| 1.  | Egyesült Királyság | Duncan Scott Nico Campbell Lewis Clough Martyn Walton                             | 3:29.19 52.52 52.71 52.36 51.60 | Q  |
| 2.  | Ukrajna            | Vladyslav Morozov Vladyslav Perepelytsia Mykyta Mykhaylyuk Viacheslav Ohnov       | 3:29.24 52.90 52.40 52.05 51.89 | Q  |
| 3.  | Németország        | Marek Ulrich Paulus Schoen Franz Mueller Alexander Lohmar                         | 3:29.84 52.04 53.19 52.42 52.19 | Q  |
| 4.  | Olaszország        | Alessandro Bori Giacomo Carini Giovanni Izzo Gianluca Gazzola                     | 3:30.08 51.29 52.73 52.63 53.43 | Q  |
| 5.  | Oroszország        | Arseniy Badamshin Daniil Antipov Elisey Stepanov Filipp Shopin                    | 3:30.18 52.55 53.15 52.07 52.41 | Q  |
| 6.  | Belgium            | Alexis Borisavljevic Dries Van Goetsenhoven Thomas Thijs Alexander Trap           | 3:30.97 52.68 53.34 52.28 52.67 | Q  |
| 7.  | Spanyolország      | Pablo Pedrosa Canero Guillem Pujol Belmonte Marc Vivas Egea Joan Casanovas Skoubo | 3:31.15 54.17 52.26 52.58 52.14 | Q  |
| 8.  | Franciaország      | Julien Pinon Guillaume Garzotto Jean-Baptiste Abily Geoffrey Renard               | 3:32.48 53.77 52.82 52.15 53.74 | Q  |
| 9.  | Izrael             | Ziv Kalontarov Marc Hinnawi Amir Haviv Niv Ratz                                   | 3:32.63 52.03 53.91 54.29 52.40 | T1 |
| 10. | Horvátország       | Kristian Komlenic Petar Kresimir Marasovic Luka Vulic Ante Lucev                  | 3:32.82 52.93 53.33 53.87 52.69 | T2 |
| 11. | Szerbia            | Igor Miljanovic Strahinja Misic Sekul Sekulovic Matija Pucarevic                  | 3:33.99 54.50 52.82 54.25 52.42 |    |
| 12. | Lengyelország      | Adam Staniszewski Wiktor Jaszczak Jakub Piesniak Michal Brzus                     | 3:34.33 53.71 53.63 53.75 53.24 |    |
| 13. | Svájc              | Olivier Nowak Stefan Kuenzli Olivier Petignat Christian Peterhans                 | 3:36.09 54.07 54.85 53.35 53.82 |    |
| 14. | Norvégia           | Marius Solaat Roedland Erik Arsland Gidskehaug Sigurd Holten Boeen Tim Samuelsen  | 3:36.70 51.64 53.75 54.52 56.79 |    |
| 15. | Szlovénia          | Chad Andoljsek Gasper Basic Luka Dover Blaz Demsar                                | 3:36.84 54.26 54.30 54.10 54.18 |    |
| 16. | Észtország         | Nikita Tsernosev Andrei Gussev Werner-Erich Kulla Cevin Anders Siim               | 3:37.57 54.17 54.31 55.42 53.67 |    |
| 17. | Törökország        | Kaan Oezcan Alp Mete Cetinkol Eyup Taspinar Emre Sakci H.                         | 3:37.59 54.99 54.64 54.02 53.94 |    |
| 18. | Lettország         | Emils Pone Arvis Aigars Daniils Bobrovs Arturs Pesockis                           | 3:37.61 54.49 53.02 55.75 54.35 |    |
| 19. | Fehéroroszország   | Pavel Mysliuchyk Aleksey Kutsanov Uladzislau Horbach Mikita Tsmyh                 | 3:37.89 54.11 54.56 54.58 54.64 |    |
| 20. | Litvánia           | Vytenis Vaisvilas Paulius Grigaliunas Juozas Mackonis Matas Lataitis              | 3:38.93 55.74 54.59 55.01 53.59 |    |
| 21. | Finnország         | Nikita Saunonen Christoffer Fredrikson Samuli Korpi Emil Martikainen              | 3:40.22 54.31 54.96 55.31 55.64 |    |

## Döntő
| H     | Név                | Nemzet                                                                            | E                               | Mj |
| ----- | ------------------ | --------------------------------------------------------------------------------- | ------------------------------- | -- |
| Arany | Oroszország        | Arseniy Badamshin Filipp Shopin Elisey Stepanov Ernest Maksumov                   | 3:27.28 52.41 51.86 51.49 51.52 |    |
| Ezüst | Németország        | Marek Ulrich Alexander Lohmar Franz Mueller Hendrik Ulrich                        | 3:27.90 51.78 51.89 52.93 51.30 |    |
| Bronz | Egyesült Királyság | Martyn Walton Lewis Clough Duncan Scott Suleman Butt                              | 3:27.98 52.55 52.68 51.31 51.44 |    |
| 4.    | Ukrajna            | Vladyslav Morozov Illia Pidvalnyi Mykyta Mykhaylyuk Viacheslav Ohnov              | 3:28.27 52.56 52.10 52.01 51.60 |    |
| 5.    | Olaszország        | Alessandro Bori Giacomo Carini Giovanni Izzo Lorenzo Glessi                       | 3:28.67 51.29 53.24 52.24 51.90 |    |
| 6.    | Belgium            | Alexis Borisavljevic Dries Van Goetsenhoven Thomas Thijs Alexander Trap           | 3:30.13 52.47 52.74 52.12 52.80 |    |
| 7.    | Franciaország      | Julien Pinon Geoffrey Renard Jean-Baptiste Abily Guillaume Garzotto               | 3:31.93 53.74 53.34 51.60 53.25 |    |
| 8.    | Spanyolország      | Pablo Pedrosa Canero Marc Vivas Egea Guillem Pujol Belmonte Joan Casanovas Skoubo | 3:32.31 54.13 53.13 52.29 52.76 |    |